# 390 Alma
A 390 Alma (ideiglenes jelöléssel 1894 BC) a Naprendszer kisbolygóövében található aszteroida. Guillaume Bigourdan fedezte fel 1894. március 24-én. A Krímben található Alma-folyóról nevezték el.